# Hans Ströer
Hans Ströer (* 2. November 1919 in Bärringen, Tschechoslowakei; † 24. April 1986 in Bad Windsheim) war ein deutscher Musiker, Komponist und Pädagoge. Neben Kompositionen für den Rundfunk und Filmmusik beschäftigte er sich mit der Sammlung und Pflege fränkischer Volksmusik.

## Leben
Hans Ströer stammte aus dem böhmischen Teil des Erzgebirges. Sein Vater Franz Ströer, der von Beruf Stickmeister war, sang gerne in seiner Freizeit. Die Mutter Hermine war Hausfrau. Auch die Geschwister von Hans Ströer waren musikalisch begabt: Der ältere Bruder Anton wurde Geiger und Flötist am Stadttheater in Kassel, der jüngere Bruder Franz studierte in Würzburg Violoncello und Klarinette.
Im Jahre 1923 zog die Familie von Bärringen nach Preßnitz um. Hier besuchte Ströer von 1925 bis 1931 die Volksschule und von 1931 bis 1935 die Bürgerschule. Mit acht Jahren begann er mit dem Klavierspielen und besuchte von 1929 bis 1935 die Musikschule in Preßnitz, an der er seine weitere musikalische Ausbildung erhielt. Er wurde hier nicht nur im Hauptfach Klavier, sondern auch in zahlreichen Nebenfächern (weitere Instrumente, Musiktheorie und Orchesterspiel) unterrichtet.
Nach seiner Ausbildung an der Musikschule, die er am 20. Juni 1935 beendete, und dem Abschluss der Bürgerschule in Preßnitz ging Hans Ströer 1935 zum Studium nach Prag an die „Deutsche Akademie für Musik und darstellende Kunst“. Hier studierte er Klavier, Klarinette, Harmonielehre, Komposition und Orchesterleitung.
1938 wurde dem Studium ein Ende gesetzt, da er zum Wehrdienst einberufen wurde, und im 1939 beginnenden Zweiten Weltkrieg als Soldat diente. 1943 wurde er durch einen Lungenschuss verletzt. Nach seiner Genesung musste er wieder an die Front und kam am Ende des Krieges in amerikanische Kriegsgefangenschaft nach Amerika (Arizona/Texas). Da er hier als Sanitäter eingesetzt wurde, blieb er von schweren Feldarbeiten und ähnlichem verschont und widmete sich in seiner Freizeit der Musik, indem er Chöre aus den Gefangenen bildete, Lieder arrangierte und mit den zur Verfügung stehenden Mitteln musizierte.
Nach der Kriegsgefangenschaft erhielt Ströer 1946 zunächst ein Engagement beim Palmengarten-Orchester in Frankfurt, wo er vor allem amerikanische Unterhaltungsmusik kennenlernte, und war als Pianist und Musiklehrer an der Ballettschule in Marburg beschäftigt.
1948 übersiedelte er mit seiner Frau nach Windsheim. Er leitete den Gesangverein Oberndorf (1948–58), den „Liederkranz“ Illesheim (1952–65), den „Gesangverein 1835“ in Windsheim (seit 1953) sowie den Kirchenchor Ipsheim. Außerdem war er von 1955–60 Gruppenchorleiter und 1958–60 Kreischorleiter. Daneben widmete er sich als Privatmusiklehrer vor allem für Klavier auch der Ausbildung junger Musiker.
1953 wurde er mit der Leitung der Werkkapelle der Maschinenfabrik Schmotzer in Bad Windsheim beauftragt, die er bis 1970 leitete. Spätestens seit dieser Zeit war die Blasorchesterbesetzung das Ensemble, für das Ströer am liebsten komponiert hat.
Von 1954 an leitete er die 1952 von Karl Schirmer gegründete Orchestergemeinschaft, die sich bereits 1958 wieder auflöste. In Zusammenarbeit mit der Volkshochschule trafen sich engagierte Laienmusiker, die unter Ströers Leitung klassische Orchesterwerke einstudierten und aufführten.
Im Frühjahr 1986 suchte Hans Ströer das Krankenhaus auf. Obwohl die Operation gut verlaufen und er bereits auf dem Wege der Besserung war, starb er am 24. April 1986.

## Kompositionen
Die Kompositionen für großes Orchester sind für Rundfunkorchester entstanden, in der Hoffnung, dass das eine oder andere Werk eingespielt werde. Er hat sie an den Bayerischen Rundfunk und an den Süddeutschen Rundfunk geschickt, und einige der Stücke wurden auch von den Rundfunkorchestern aufgenommen; um welche es sich dabei handelt, ist nicht mehr herauszufinden, denn beide Sender konnten in ihren Karteien keine Orchesterwerke Ströers mehr finden.
Die Kompositionen für Blasorchester sind überwiegend für die Werkkapelle Schmotzer entstanden. Einige Werke für großes Orchester hat er eigens für die Schmotzer-Kapelle bearbeitet.
Ströers Gesamtschaffen ist gekennzeichnet durch eine Vorliebe für Bearbeitungen. Einerseits bearbeitete er häufig Volkslieder in seinen Kompositionen, andererseits arrangierte er viele seiner Werke für unterschiedliche Besetzungen. So existiert von vielen Werken für großes Orchester auch eine Fassung für Blasorchester. Einige davon hat er auch noch für Salonorchester bearbeitet.
Klavierstücke hat Ströer kaum geschrieben, was etwas verwundert, da er selbst Pianist war. Die größte Zahl der Kompositionen für Klavier entstand für die Zeitschrift „Turnen und Sport“ (Pohl-Verlag, Celle). In dieser Fachzeitschrift wurden unter anderem auch Turnübungen beschrieben, zu denen eine passende Musik in Form eines Notenblattes und einer Tonbandaufnahme erschienen ist. Ströer schrieb in den Jahren 1973 bis 1977 hierfür 22 Kompositionen, die veröffentlicht wurden und zu seinen einzigen gedruckten Werken zählen, außerdem fanden sich noch acht Autographe, die wohl auch für solche Turnübungen gedacht waren, jedoch nicht veröffentlicht wurden.

### Kompositionen mit Einfluss von Volksmusik
In Ströers Gesamtschaffen zeigt sich der Einfluss von Volksmusik sehr stark. So lassen sich Kompositionen mit böhmischen und fränkischen Volkslied-Vorlagen unterscheiden. In diesen verwendet er originale Volkslieder, die er in Form von Potpourris oder symphonischer Musik verarbeitet.
Aber auch wenn Ströer keine Vorlagen verwendet, sondern eigene Melodien komponiert, bleibt die Nähe zur Volksmusik dennoch erhalten, indem er die klare Gliederung von achttaktigen Melodien in 4 + 4 Takte übernimmt und eine schlichte Harmonik verwendet.
Insgesamt zeigt sich sein Stil natürlich von volksmusikalischen Einflüssen seiner Heimat geprägt, in der er aufgewachsen ist und seine musikalische Ausbildung erfahren hat. Jedoch schreckt er auch nicht zurück, Einflüsse der Musik anderer Völker aufzunehmen, wie die Verwendung von Elementen des Jazz und seine ausgiebige Beschäftigung mit fränkischer Volksmusik beweisen.

### Fränkische Volksmusik
Den größten Anteil an Ströers kompositorischem Schaffen haben die Bearbeitungen fränkischer Volksmusik für Chor bzw. Instrumente, die v. a. für die „Windsheimer Sänger“ und die „Fünf Aischgründer“ entstanden sind. Um die Entstehung dieser Volksmusikbearbeitungen besser verstehen zu können, soll kurz der Hintergrund erläutert werden: Im Jahre 1946 begann der aus dem Böhmerwald stammende Volksliedsammler Albert Brosch (1886–1970), der sich nach dem Zweiten Weltkrieg in Bad Windsheim niedergelassen hatte, mit dem Sammeln von Volksliedern aus diesem Raum.
Nachdem Josef Ulsamer, der damals Leiter der Abteilung Volksmusik des Bayerischen Rundfunks in Nürnberg war, davon erfahren hatte, machte man sich Anfang der 60er Jahre daran, diese fränkischen Volkslieder für den Rundfunk aufzunehmen. Mit Hans Ströer hatte man einen erfahrenen Komponisten bei der Hand, der zunächst drei-, dann vierstimmige Sätze dazu schrieb. Aufgrund des wachsenden Interesses für diese Musik, bildeten sich die „Windsheimer Sänger“, ein Männerquartett, für das Ströer eine Vielzahl von Liedern arrangierte, die bis heute zum Repertoire des Ensembles gehören. Gelegentlich wurden die Gesänge, die bei Heimatabenden und Volksmusiktreffen dargebracht wurden, auch mit instrumentalen Vor- und Zwischenspielen ausgeschmückt, manchmal auch mit Instrumenten begleitet.
Daraus entwickelte sich die Instrumentalgruppe „Die fünf Aischgründer“, für die Ströer zahlreiche fränkische Tanzsätze schrieb, vor allem beliebte Tänze wie die Polka, den Schottisch oder den Walzer. Wenngleich die Titel (z. B. „Egenhäuser“ oder „Icklmer Dreher“) darauf hindeuten, dass sie auf Melodien bestimmter Gegenden beruhen, besitzen sie größtenteils keine Volksmelodien als Vorlage, sondern die Bezeichnungen wurden zu einer leichteren Unterscheidungsmöglichkeit der vielen Tänze nach Belieben hinzugefügt. Die Besetzung dieses Ensembles bestand aus zwei Klarinetten, Bariton oder Kontrabass, Gitarre und Akkordeon.

## Werke
Da Ströer bei seinen Kompositionen keine Entstehungszeit angibt, kann bei einigen Werken nicht mehr ermittelt werden, in welchem Jahr sie entstanden sind.

### Filmmusiken
- Heimweh nach Deutschland
- Traumland Libanon
- Zauber der Romantik
- Deutsche Ärzte in Pension
- Teppichknüpferei
- Schmotzer „Kombi-Rekord“

### Werke für großes Orchester
- Je t’aimerai (toujours) (Bearbeitung über ein Libanesisches Lied)
- Erinnerung an Libanon (21. Mai 1954)
- Klingendes Franken (30. September 1954)
- Fränkische Reise (Suite in 4 Sätzen)
- Frohe Fahrt
- Ein Kinderfest (23. April 1955)
- Jägerfreuden
- Ein Ferientag (Ouvertüre)
- Tanzende Blüten (Walzer)
- Erzgebirgische Rhapsodie (August 1958)
- Heiteres Erzgebirge (Ouvertüre)
- Festlicher Auftakt (Skizze, April 1968)

### Werke für Blasorchester
- Das lustige Blasorchester
- Frohes Wochenend (Skizze)(Juli 1966)
- Bad Windsheim ist ein Kuriidyll (Marsch, Juli 1961)
- Windsheimer Schützen-Marsch
- Blues and Rag
- Libera me Domine
- Heiteres Erzgebirge (Ouvertüre)
- Ein Ferientag (Ouvertüre, Juli 1959)
- Erzgebirgische Rhapsodie
- Singendes Franken (Eine Folge fränkischer Volkslieder, Februar 1958)
- Kleine Festmusik [große Besetzung]
- Kleine Festmusik [kleine Besetzung] (April 1954)
- Festlicher Auftakt
- Sudetenland im Lied (Potpourri)
- Tanzende Blüten (Walzer)
- Frohe Fahrt
- Arizona-Blues (zum dt. Schlagerfestival 1961 eingesandt)
- Werk ohne Titel [Bearbeitung über „’s ist Feierabend“]

### Klaviermusik
- 22 gedruckte, 8 nicht gedruckte Kompositionen für die Zeitschrift „Turnen und Sport“ (1973–1977)
- Lied
- Marionette
- Affection – Zuneigung

### Kammermusik
- Fantasie für Violoncello und Klavier (August 1952)
- Die Heiratspost (Kantate) für SATB, Violine I, Violine II, Viola, Violoncello. Kontrabass, Klavier und Schlagzeug (1. Juni 1961)

### Chorwerke
- Abendlied für vierstimmigen Frauenchor (10. Februar 1983)
- „Von Luzern auf Wäggis zu“ für gemischten Chor (nach einem Satz von Q. Rische und F. Schmidt)
- „Weihnacht“ für vierstimmigen Frauenchor
- „Brautlied“ (aus Franken) für gemischten Chor und Einzelstimmen
- „s’ist Feierabend“ für vierstimmigen gemischten Chor
- „Frühling lässt sein blaues Band“ (Text: Eduard Mörike) für dreistimmigen Frauenchor und Klavier

### Volksmusikbearbeitungen
- Vokalwerke für die „Windsheimer Sänger“
- Instrumentalwerke für die „Fünf Aischgründer“

| Personendaten    | Personendaten                             |
| ---------------- | ----------------------------------------- |
| NAME             | Ströer, Hans                              |
| KURZBESCHREIBUNG | deutscher Musiker, Komponist und Pädagoge |
| GEBURTSDATUM     | 2. November 1919                          |
| GEBURTSORT       | Bärringen, Tschechoslowakei               |
| STERBEDATUM      | 24. April 1986                            |
| STERBEORT        | Bad Windsheim                             |